# Gilda (nome)
Gilda  è un nome proprio di persona italiano femminile.

## Varianti
- Maschili: Gildo[2][3]

### Varianti in altre lingue
- Catalano: Gilda[4]
- Galiziano: Xilda[4]
- Portoghese: Gilda[1]
- Spagnolo: Gilda[4]

## Origine e diffusione

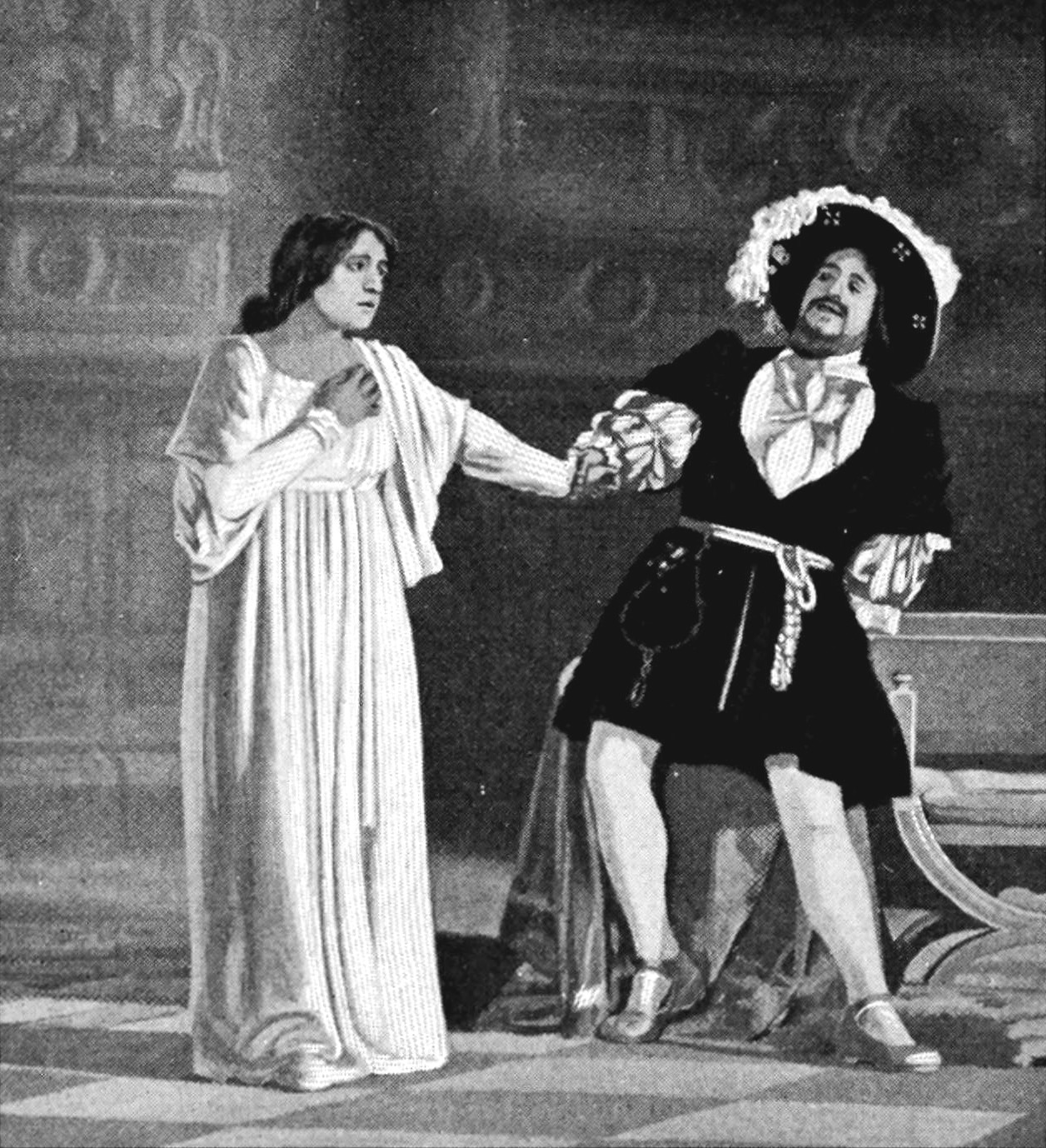
Gilda e Rigoletto in un'illustrazione del 1917 per il Rigoletto

Si tratta di un ipocoristico di Ermenegilda e di altri nomi germanici contenenti l'elemento gild che significa "sacrificio", "valore"; in alcuni casi può anche rappresentare un adattamento di altri nomi (come il francese Gilles o il tedesco Hilde).
Questo nome gode di maggiore diffusione al femminile che al maschile grazie prima al personaggio di Gilda, la protagonista femminile del Rigoletto di Verdi, e poi al successo del film del 1946 Gilda, interpretato da Rita Hayworth.

## Onomastico
Nessun santo ha mai portato il nome "Gildo" o "Gilda": l'onomastico ricade il 1º novembre, festa di Ognissanti, nel caso in cui li si consideri nomi adespoti, oppure lo stesso giorno di Ermenegildo, il nome da cui derivano (e quindi generalmente il 13 aprile in memoria di sant'Ermenegildo, martire). 
Esistono due santi che portano un nome identico ma di origine differente: san Gildas (o Gildo, o Gilda) di Rhuys, detto "il Saggio" o "'Badonicus", commemorato il 29 gennaio (il suo nome è di origine celtica, anche se l'etimologia non è chiarissima), e il beato Jildo (o Gildo) Irwa, martire ugandese, ricordato il 18 settembre.

## Persone
- Gilda, cantante italiana
- Gilda Buttà, pianista italiana

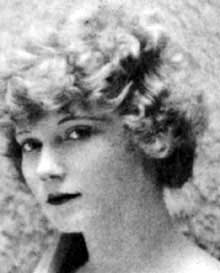
Gilda Gray

- Gilda Dalla Rizza, soprano italiano
- Gilda Giuliani, cantante italiana
- Gilda Gray, ballerina e attrice polacca naturalizzata statunitense
- Gilda Jannaccone, atleta italiana
- Gilda Jovine, modella dominicana
- Gilda Langer, attrice tedesca
- Gilda Lombardo, pallavolista italiana
- Gilda Marchiò, attrice italiana
- Gilda Mignonette, cantante e sciantosa italiana
- Gilda Musa, giornalista, poetessa e scrittrice italiana
- Gilda Piersanti, scrittrice italiana
- Gilda Radner, attrice e comica statunitense
- Gilda Sansone, modella italiana

### Variante maschile Gildo
- Gildo Bocci, attore italiano
- Gildo Caputo, mercante d'arte e antifascista italiano naturalizzato francese
- Gildo De Stefano, giornalista e critico musicale italiano
- Gildo Fattori, cantante e giornalista italiano
- Gildo Monari, ciclista su strada italiano
- Gildo Siorpaes, bobbista e sciatore alpino italiano

## Il nome nelle arti
- Gilda è la figlia di Rigoletto e protagonista dell'omonima opera di Giuseppe Verdi del 1851, su libretto di Francesco Maria Piave
- Gilda è la protagonista del film omonimo del 1946, diretto da Charles Vidor.
- Gilda Goldstag è un personaggio della linea di bambole Monster High, figlia della Cerva d'Oro.
- Gilda è la fidanzata del protagonista Adrian nell'omonima serie di Adriano Celentano.
- Gilda è un personaggio del manga The Promised Neverland